# Fernsehturm Essen
Der Fernsehturm Essen ist ein Fernmeldeturm südwestlich des Stadtzentrums von Essen im Stadtteil Holsterhausen. 
Der 159 Meter hohe Fernsehturm wurde von der Deutschen Bundespost errichtet und gehört heute der Deutschen Telekom. Es handelt sich um einen Typenturm FMT 13. Er wird von der Deutschen Funkturm GmbH betrieben und unter anderem zum Senden von DVB-T genutzt.

## Frequenzen und Programme

### Analoges Radio (UKW)
Beim Antennendiagramm sind im Falle gerichteter Strahlung die Hauptstrahlrichtungen in Grad angegeben.
| Frequenz (MHz) | Programm    | RDS PS   | RDS PI | Regionalisierung | ERP (kW) | Antennendiagramm rund (ND)/gerichtet (D) | Polarisation horizontal (H)/vertikal (V) |
| -------------- | ----------- | -------- | ------ | ---------------- | -------- | ---------------------------------------- | ---------------------------------------- |
| 88,3           | bigFM NRW   | bigFMNRW | 149E   | –                | 0,1      | D (0°-50°, 80°-190°, 320°-330°)          | H                                        |
| 105,0          | Radio Essen | __ESSEN_ | D47A   | –                | 0,1      | D (0°-50°, 80°-190°, 320°-330°)          | H                                        |

Die Frequenz 88,3 (ehemals Deutschlandradio Kultur) wurde im Zuge des Frequenztauschs am Sender Langenberg abgeschaltet. 
Die Übertragungskapazität ist der Landesanstalt für Medien NRW zugeordnet worden und wurde als zentraler Bestandteil einer landesweiten UKW-Frequenzkette dem privaten Hörfunkprogramm für junge Erwachsene NRW1, das am 8. August 2025 durch bigFM NRW ersetzt wurde, zugewiesen.

### Digitales Radio (DAB+)
Seit dem 29. Oktober 2021 wird der landesweite private Multiplex auf Kanal 9D verbreitet.
| Block                       | Programme (Datendienste) | ERP | Gleichwellennetz (SFN) |
| --------------------------- | --- | --- | --- |
| 9D Mein NRW DAB+ (D__00517) | DAB-Block von audio.digital NRW: - 80er Radio Harmony (72 kbps) - Antenne NRW (72 kbps) - bigFM (NRW) (72 kbps) - Energy NRW (72 kbps) - Kulthitradio (72 kbps) - Noxx (72 kbps) - bigFM NRW (72 kbps) - Oldie Antenne (72 kbps) - Radio 21 NRW (72 kbps) - Radio Bollerwagen (72 kbps) - Radio Paloma (NRW) (72 kbps) - Radio Paradiso (72 kbps) - Radio Teddy NRW (72 kbps) - Rock Antenne (72 kbps) - Schlager Radio (NRW) (72 kbps) - Star FM (72 kbps) | 5   | - Region Aachen: Aachen (Karlshöhe) - Bergisches Land: Wuppertal (Küllenhahn) - Rheinland: Bonn (Venusberg), Köln (Colonius) - Rhein-Ruhr: Düsseldorf (Rheinturm), Essen, Wesel - Ruhrgebiet: Dortmund (Florianturm) - Münsterland: Münster (Fernmeldeturm), Schöppingen - Ostwestfalen-Lippe: Bielefeld (Hünenburg), Eggegebirge, Lügde-Rischenau (Köterberg), Minden (Jakobsberg) - Südwestfalen: Herscheid, Hochsauerland (Hunau), Siegen-Süd |

### Digitales Fernsehen (DVB-T2 HD)
Die Umstellung auf den im Standard DVB-T2 HD mit HEVC Bildcodierung war am 29. März 2017. Die DVB-T2-Ausstrahlungen erfolgen im Gleichwellenbetrieb (Single Frequency Network) mit anderen Standorten. Die öffentlich-rechtlichen Sender sind frei empfangbar (FTA), die Privatsender werden über die Plattform freenet TV größtenteils verschlüsselt ausgestrahlt.
| Kanal | Frequenz (MHz) | Multiplex        | Programme im Multiplex | ERP (kW) | Antennendiagramm rund (ND)/gerichtet (D) | Polarisation horizontal (H)/ vertikal (V) | Modulations- verfahren | FEC | Guard- intervall | Bitrate (MBit/s) |
| ----- | -------------- | ---------------- | --- | -------- | ---------------------------------------- | ----------------------------------------- | ---------------------- | --- | ---------------- | ---------------- |
| 25    | 506            | WDR (Mitte)      | - Das Erste HD - arte HD - One HD - WDR HD Dortmund - WDR HD Essen                                                                         | 50,12    |                                          | V                                         | 64-QAM                 | 1/2 | 19/128           |                  |
| 29    | 538            | ZDF              | - ZDF HD - ZDFinfo HD - ZDFneo HD - 3sat HD - KiKa HD                                                                                      | 50,12    |                                          | V                                         | 64-QAM                 | 3/5 | 19/128           |                  |
| 35    | 586            | ARD              | - MDR Fernsehen HD (Sachsen-Anhalt) - NDR Fernsehen HD (Niedersachsen) - phoenix HD - SWR Fernsehen HD (Rheinland-Pfalz) - tagesschau24 HD | 50,12    |                                          | V                                         | 64-QAM                 | 1/2 | 19/128           |                  |
| 40    | 626            | Freenet TV Mux 1 | - n-tv HD - RTL HD - RTL II HD - RTL Nitro HD - Super RTL HD - Tele 5 HD - VOX HD                                                          | 50,12    |                                          | V                                         | 64-QAM                 | 2/3 | 1/16             |                  |
| 43    | 650            | Freenet TV Mux 2 | - kabel eins HD - ProSieben HD - ProSieben Maxx HD - Sat.1 Gold HD - Sat.1 HD (NRW) - sixx HD - sport1 HD                                  | 50,12    |                                          | V                                         | 64-QAM                 | 2/3 | 1/16             |                  |
| 48    | 690            | Freenet TV Mux 3 | - bibel.TV HD (FTA) - Disney Channel HD - DMAX HD - Eurosport1 HD - HSE24 HD (FTA) - N24 HD - nickelodeon HD / Nicknight HD - QVC HD (FTA) | 50,12    |                                          | V                                         | 64-QAM                 | 2/3 | 1/16             |                  |